# Smileflower
Smileflower（スマイルフラワー）は、bump.yの歌。作詞：MIZUE、作曲：田辺恵二、編曲：An Jung Sung。2011年6月から、NHKの歌番組『みんなのうた』で放送された。

## 概要
通称、bump.yの3.5枚目のシングルと呼ばれており、2012年3月21日発売のアルバムHappy! Lucky! bump.y!に収録されている。
『みんなのうた』では尺の都合上1番のみ歌われているが、歌詞は2番まであるためbump.yのCD発売イベント等で歌われることがある。
アニメーションはミスミヨシコが担当した。放送当時東日本大震災の発生から間もなかった時期で、そのショックから仕事が出来なかったミスミは当初オファーを断ろうとしていたが、デモテープを聴いて勇気を貰い、オファーを引き受けた。
bump.yのメンバーである宮武祭は笹野高史と歌った2010年12月放送の「グランパツイスト」以来2回目の出演。作曲担当の田辺恵二は大阪パフォーマンスドールが1994年12月 - 1995年1月に歌った「笑顔に大接近」以来2回目の作曲担当。

## 収録アルバム
- Happy! Lucky! bump.y!（2012年3月21日発売）